# 布里宗
布里宗（法語：Brizon，亦作，法語發音：[bʁizɔ̃]）是法国上萨瓦省的一个市镇，属于博讷维尔区。

## 地理
布里宗（46°2'53"N, 6°26'42"E）面积10.39 平方千米，位于法国奥弗涅-罗讷-阿尔卑斯大区上萨瓦省，该省份为法国东部省份，历史上为薩伏依的一部分，北与瑞士接壤，西接安省，南至萨瓦省，东与瑞士和意大利接壤。
与布里宗接壤的市镇（或旧市镇、城区）包括：博訥維爾、蒙萨克索内。

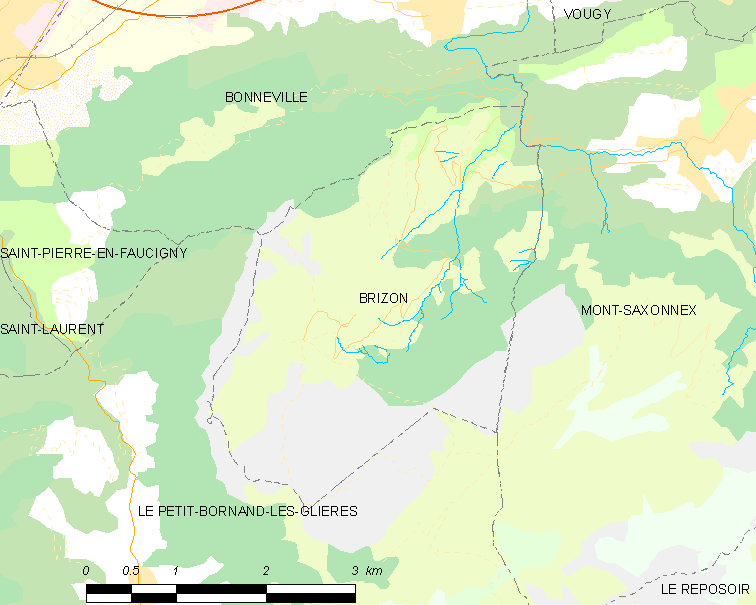
布里宗的OSM定位图

布里宗的时区为UTC+01:00、UTC+02:00（夏令时）。

## 行政
布里宗的邮政编码为74130，INSEE市镇编码为74049。

## 政治
布里宗所属的省级选区为博讷维尔县。

## 人口

1962-2008年间布里宗人口变化图示

布里宗于2022年1月1日时的人口数量为465人。